# Modiolastrum pinnatipartitum
Modiolastrum pinnatipartitum är en malvaväxtart som först beskrevs av A. St.-hil. och Naud., och fick sitt nu gällande namn av Antonio Krapovickas. Modiolastrum pinnatipartitum ingår i släktet Modiolastrum och familjen malvaväxter. Inga underarter finns listade i Catalogue of Life.